# Emilio Cigoli
Emilio Cigoli (* 18. November 1909 in Livorno; † 7. November 1980 in Rom) war ein italienischer Schauspieler und Synchronsprecher.

## Leben
Cigoli, Sohn der Schauspielerin Giovanna Cigoli, begann seine Karriere beim Theater. Er debütierte er im Ensemble um Alfredo De Sanctis, wo er mit sonorer Stimme bald den jugendlichen Helden spielte, was er in den Schauspielgruppen um Alfredo Sainati, Romano Calò und Marcella Giorda vertiefte. Ab 1938 (von einem ersten Ausflug abgesehen) spielte er auch beim Film, wo er jedoch fast ausschließlich in Nebenrollen zu sehen war. Seine eigentliche Berufung fand er aufgrund seiner tiefen Baritonstimme: Seit 1936 war er als Synchronsprecher beschäftigt. Bei der Cooperativa Doppiatori Cinematografici CDC, dessen erstes Mitglied und Teilhaber er war, lieh er nahezu allen männlichen Stars der 1940er bis 1960er Jahre seine Stimme. Daneben war er in zahlreichen Filmen als Erzähler zu hören.
Im Sommer 1943 ging Cigoli mit einer Gruppe von schauspielernden Kollegen für eine spanische Koproduktion nach Madrid, wo er bis zum Ende des Zweiten Weltkrieges blieb und dort Synchronarbeiten für Italien fertigte. Der „König der Synchronsprecher“ – er war in schätzungsweise 7.000 Filmen zu hören – kehrte dann nach Rom zurück. 1966 verließ er die CDC und schloss sich der Società Attori Sincronizzatori SAS an.
In den 1970er Jahren war Cigoli als Sprecher und Kommentator des päpstlichen Kreuzweges eingesetzt. Auch späte Engagements in Nebenrollen beim Fernsehen finden sich auf seiner Werkliste.
Cigoli war nach einer 1935 geschlossenen ersten Ehe mit Valentina Cortino später mit der Synchronsprecherin und -regisseurin Giovanna Garatti verheiratet.

## Filmografie (Auswahl)
- 1935: Amo te sola
- 1946: Schuhputzer (Sciuscià)
- 1953: Don Camillos Rückkehr (Le Retour de Don Camillo) (Stimme)
- 1954: Torpedomänner greifen an (Siluri umani)
- 1956: Frauennot – Frauenglück (Il momento più bello)
- 1976: Il solco di pesca